# Ambasada Nigerii przy Stolicy Apostolskiej
Ambasada Nigerii przy Stolicy Apostolskiej – misja dyplomatyczna Federalnej Republiki Nigerii przy Stolicy Apostolskiej. Ambasada mieści się w Rzymie, w pobliżu Watykanu.

## Historia
Starania o nawiązanie stosunków dyplomatycznych podejmowano od uzyskania przez Nigerię niepodległości. Jednak z powodu niestabilnej sytuacji politycznej kraju, Stolica Apostolska i Nigeria nawiązały stosunki dyplomatyczne dopiero 29 kwietnia 1976. Początkowo przy papieżu akredytowany był ambasador Nigerii w Madrycie. Ambasada Nigerii przy Stolicy Apostolskiej została otwarta w 2012.